# Wilhelm van Kempen
Wilhelm van Kempen (* 31. Mai 1894 in Süchteln (Niederrhein), Kreis Kempen; † 24. Juli 1981 in Göttingen) war ein deutscher Kunsthistoriker und Stadtarchivar.

## Leben
Kempen studierte Kunstgeschichte, Archäologie und Geschichte an den Universitäten von Leipzig und Berlin. Während des Ersten Weltkriegs diente er als Soldat. 1920 promovierte er in Marburg bei Richard Hamann mit einer Arbeit über Cornelis Ryckwaert, den Architekten des Schlosses Oranienbaum (veröffentlicht 1924).

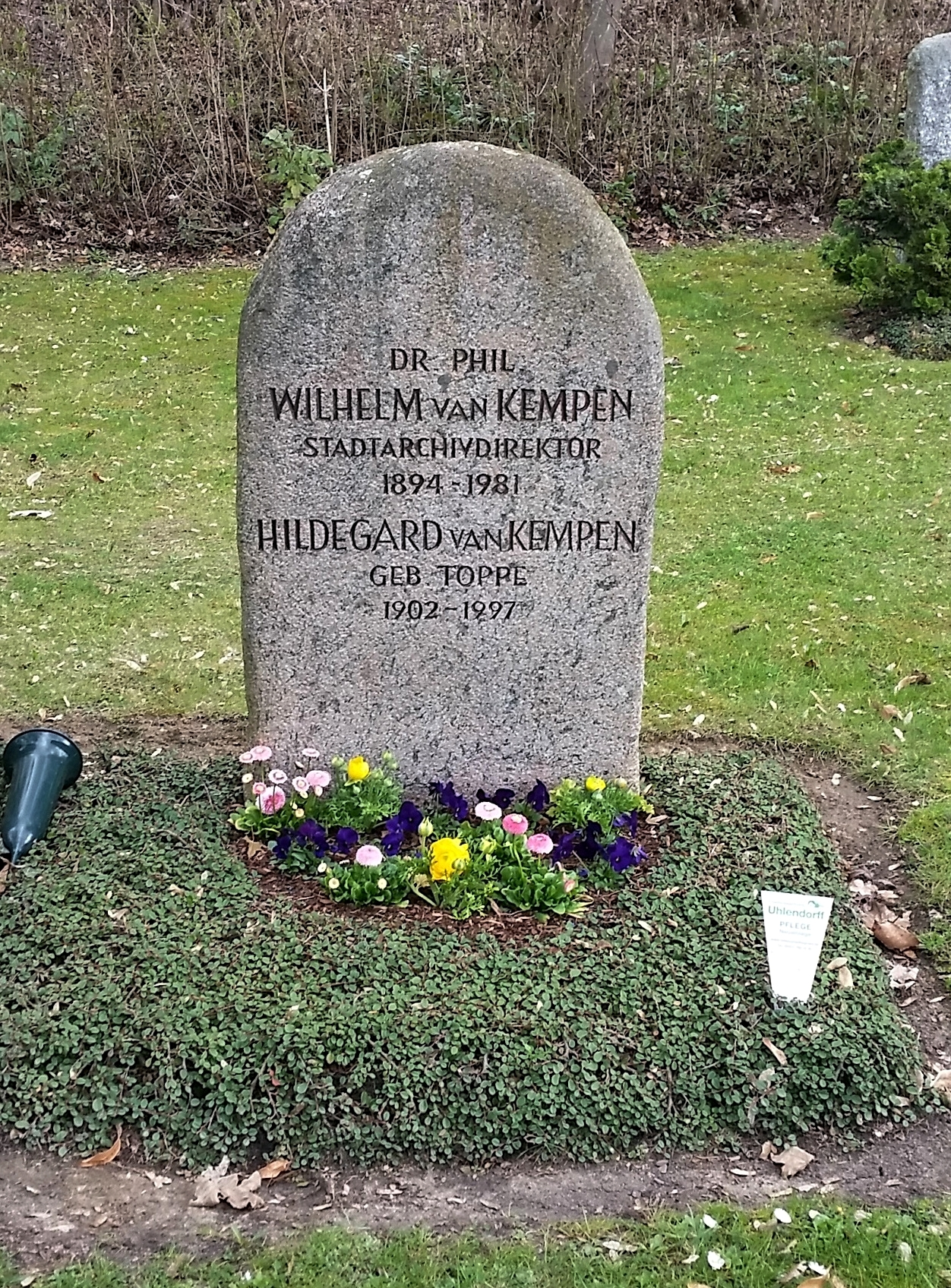
Grab von Wilhelm van Kempen auf dem Parkfriedhof Junkerberg in Göttingen-Weende (Aufnahme 2021)

Ab 1921 arbeitete van Kempen als Volontär beim Anhaltischen Kunstwart und Landeskonservator und unterstützt den Ausbau des Zerbster Schlosses zum Anhaltischen Landesmuseum. Zahlreiche Publikationen als freier Kunsthistoriker und Dozent erfolgten am Friedrichs-Polytechnikum in Köthen. 1934 zog er nach Göttingen um, wo er als erster hauptamtlicher Archivar arbeitete und 1937 auf die Stelle des Stadtarchivdirektors berufen wurde, die er bis zur Pensionierung 1959 innehatte. In seine Amtszeit fällt der Erwerb eines eigenen Hauses für das Archiv in der Theaterstraße 5.
Wilhelm van Kempen hat auch im Göttinger Ruhestand weiter geforscht und veröffentlicht. Er liegt in Göttingen-Weende auf dem Parkfriedhof Junkerberg begraben.

## Schriften
- Der Baumeister Cornelis Ryckwaert: Ein Beitrag zur Kunstgeschichte Brandenburgs und Anhalts im 17. Jahrhundert. In: Marburger Jahrbuch für Kunstwissenschaft, Bd. 1, 1924, S. 195–266. (Dissertation; Digitalisat, abgerufen am 3. April 2021, eingeschränkter Zugriff)